# Agrégation de médecine
En France, les concours d'agrégation de médecine étaient des modes de recrutement dérogatoire au droit commun d'un ensemble de professeurs des universités praticiens hospitaliers dans les disciplines médicales. Ils disparaissent en 1968, sauf dans le Service de santé des armées au sein duquel est organisé le concours d'agrégation de l'École du Val-de-Grâce.

## L’agrégation de médecine en France
Dans les facultés de médecine françaises, à la suite de l'institution de places d'agrégés en 1823, des concours sont organisés par chaque faculté (Paris, Montpellier et Strasbourg), mais c'est seulement en 1875 que le concours devient national et est destiné à pourvoir toutes les facultés et écoles ; il a lieu à Paris. En 1887, les épreuves d'admissibilité sont fixées de la manière suivante : les sujets sont tirés au sort et comprennent un exposé oral des titres et travaux et une leçon de trois quarts d'heure avec trois à quatre heures de préparation. Les épreuves d'admission comprennent une leçon d'une heure (après 24 ou 48 heures de préparation libre) et des épreuves pratiques. Le concours d'agrégation vise au recrutement d'enseignant de médecine pour une période limitée, classiquement de neuf années à l'issue desquelles l'agrégé devient libre d'obligations mais perd ses revenus d'enseignant. 
En 1910, Glafira Ziegelmann est la première femme admissible à l'agrégation de médecine. En juillet 1923, Marthe Condat devient la première femme agrégée de médecine en France,.
En 1958, l'agrégé devient un agent hospitalo-universitaire à temps plein et sa fonction devient pérenne, la limitation dans le temps de sa charge disparaît. Le concours d'agrégation disparaît de fait en 1968 en même temps que le concept de chaire. Dès lors les agrégés sont des professeurs de deuxième classe et les épreuves ne se résument plus qu'à un exposé oral des titres et travaux.
Le concours d'agrégation en médecine ne subsiste en France dans son format traditionnel qu'au sein du Service de santé des armées. Il est organisé depuis 1796 par l'Ecole du Val-de-Grâce, pour les besoins de formation complémentaire et continue des praticiens militaires. Les professeurs agrégés du Val-de-Grâce sont organisés en collège des professeurs et en chaires d'enseignement qui ont pour rôle particulier d’adapter et de former aux procédures spécifiques que la médecine et la chirurgie aux armées nécessitent, dans tous les champs d’activité de santé. L’École du Val-de-Grâce compte 10 chaires d'enseignement, regroupant une centaine de professeurs agrégés,.

## Dans les territoires ayant été sous souveraineté française auXXesiècle
Le concours d'agrégation existe de nouveau depuis 1982, dans certains pays d’expression française d’Afrique et de Madagascar organisés au sein du Conseil africain et malgache pour l’enseignement supérieur (CAMES).